# Alix d'Anethan
Alix Apolline Louise d'Anethan, née à Bruxelles le 12 novembre 1848 et morte à Paris le 11 juin 1921, est une peintre belge.

## Biographie

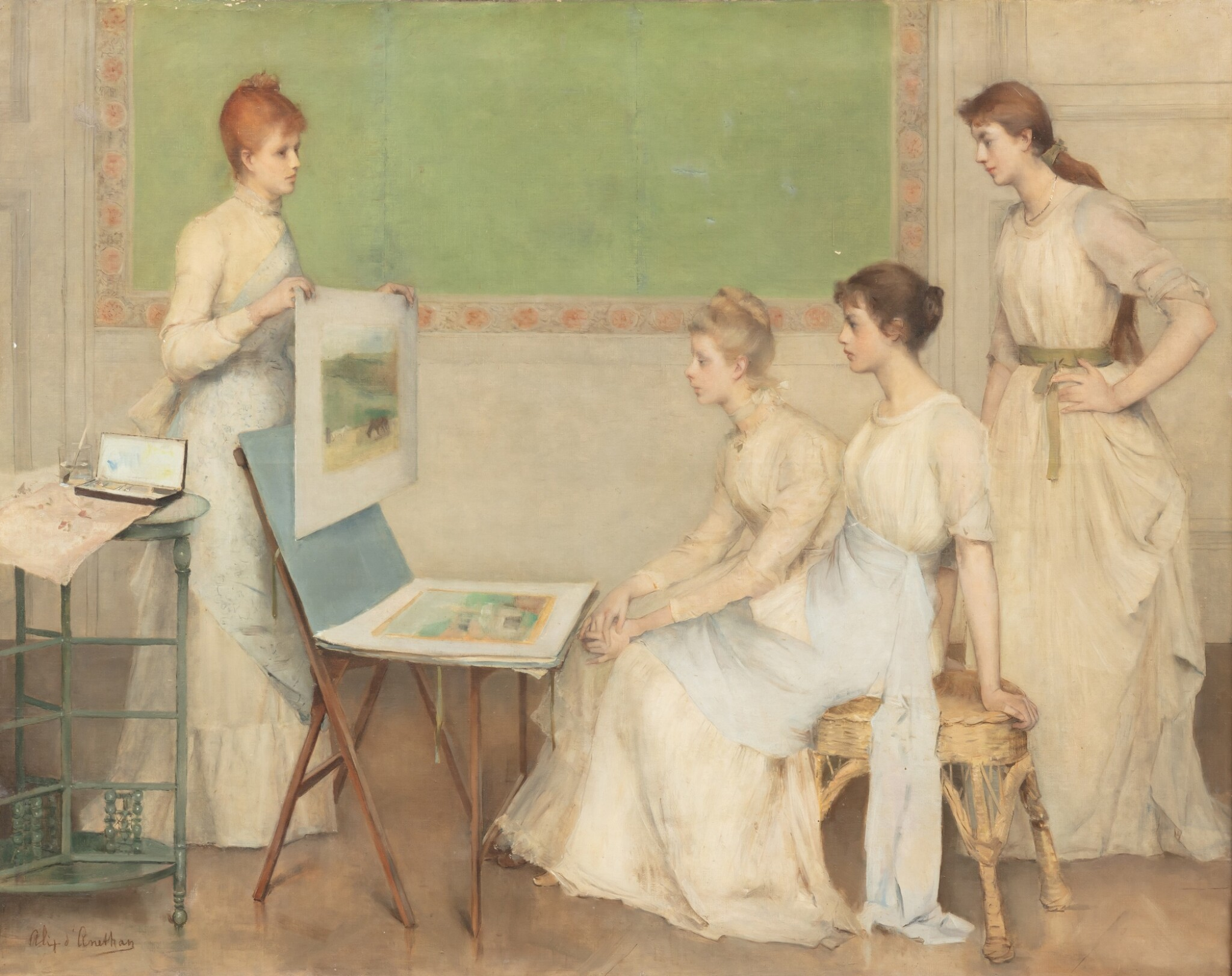
Alix d'Anethan, Dans l'atelier de l'artiste

Fille du baron Henri-Auguste d'Anethan et de Louise Sylvie Artain de Saint-Martin, elle nait à Bruxelles. Elle est liée au peintre Louis Artan. Alix d'Anethan déménage à Paris, où elle vit chez un oncle. Elle étudie avec les peintres Alfred Stevens, Émile Wauters et Pierre Puvis de Chavannes. Elle peint un certain nombre de peintures murales remarquables, dont une pour la chapelle de l'hôpital Cochin à Paris et trois pour une église à Boffres. Elle participe à des expositions à Bruxelles, Anvers et Paris. Elle expose Hortensias et une Tête d'étude au Salon de Bruxelles de 1881. Elle fait partie d'un groupe de femmes peintres bruxelloises connu sous le nom de Cercle des femmes peintres.
Elle meurt à Paris à l'âge de 72 ans.
Son travail fait partie des collections des musées de Tournai, Bruxelles, Gand et Anvers, ainsi qu'à la mairie de Bruges.